# Zavîdiv, Ivanîci
Zavîdiv (în ucraineană Завидів) este o comună în raionul Ivanîci, regiunea Volînia, Ucraina, formată numai din satul de reședință.

## Demografie
Componența lingvistică a satului Zavîdiv
     Ucraineană (99,54%)
     Alte limbi (0,45%)
Conform recensământului din 2001, majoritatea populației satului Zavîdiv era vorbitoare de ucraineană (99,54%), existând în minoritate și vorbitori de alte limbi.